# Kajakarstwo na Letnich Igrzyskach Olimpijskich 2020 – C-1 1000 m mężczyzn
C-1 1000 metrów mężczyzn to jedna z konkurencji w kajakarstwie klasycznym rozgrywanych podczas Letnich Igrzysk Olimpijskich 2020. Kajakarze rywalizowali między 6 a 7 sierpnia na torze Sea Forest Waterway.  

## Terminarz
Wszystkie godziny są podane w czasie tokijskim (UTC+09:00)
| Data            | Godzina |              |
| --------------- | ------- | ------------ |
| 6 sierpnia 2021 | 09:44   | Eliminacje   |
| 6 sierpnia 2021 | 11:35   | Ćwierćfinały |
| 7 sierpnia 2021 | 09:44   | Półfinały    |
| 7 sierpnia 2021 | 11:44   | Finały       |

## Wyniki

### Eliminacje
Dwaj pierwsi zawodnicy poszczególnych wyścigów eliminacyjnych awansowali bezpośrednio do półfinału. Pozostali zawodnicy kwalifikowali się do ćwierćfinałów.
Bieg 1
| Pozycja | Tor | Zawodnik          | Kraj                        | Czas     | Uwagi |
| ------- | --- | ----------------- | --------------------------- | -------- | ----- |
| 1.      | 6   | Cătălin Chirilă   | Rumunia                     | 4:05,617 | SF    |
| 2.      | 5   | José Ramón Pelier | Kuba                        | 4:06,343 | SF    |
| 3.      | 4   | Zheng Pengfei     | Chiny                       | 4:10,115 |       |
| 4.      | 3   | Mateusz Kamiński  | Polska                      | 4:11,202 |       |
| 5.      | 7   | Wiktor Miełantjew | Rosyjski Komitet Olimpijski | 4:14,004 |       |
| 6.      | 1   | Dániel Fejes      | Węgry                       | 4:34,000 |       |
| 7.      | 2   | Takanori Tōme     | Japonia                     | 4:37,208 |       |

Bieg 2
| Pozycja | Tor | Zawodnik                 | Kraj       | Czas     | Uwagi |
| ------- | --- | ------------------------ | ---------- | -------- | ----- |
| 1.      | 5   | Isaquias Queiroz         | Brazylia   | 3:59,894 | SF    |
| 2.      | 6   | Liu Hao                  | Chiny      | 4:06,914 | SF    |
| 3.      | 2   | Petr Fuksa               | Czechy     | 4:14,482 |       |
| 4.      | 3   | Pawło Ałtuchow           | Ukraina    | 4:15,508 |       |
| 5.      | 1   | Sergey Yemelyanov        | Kazachstan | 4:16,039 |       |
| 6.      | 4   | Wiktor Głazunow          | Polska     | 4:25,996 |       |
| 7.      | 7   | Rudolph Berking-Williams | Samoa      | 5:19,538 |       |

Bieg 3
| Pozycja | Tor | Zawodnik                  | Kraj                              | Czas     | Uwagi |
| ------- | --- | ------------------------- | --------------------------------- | -------- | ----- |
| 1.      | 5   | Martin Fuksa              | Czechy                            | 4:01,620 | SF    |
| 2.      | 2   | Balázs Adolf              | Węgry                             | 4:01,665 | SF    |
| 3.      | 4   | Sebastian Brendel         | Niemcy                            | 4:02,351 |       |
| 4.      | 7   | Jacky Godmann             | Brazylia                          | 4:24,732 |       |
| 5.      | 6   | Roland Varga              | Kanada                            | 4:49,250 |       |
| 6.      | 3   | Joaquim Lobo              | Mozambik                          | 4:49,676 |       |
| 7.      | 1   | Roque Fernandes dos Ramos | Wyspy Świętego Tomasza i Książęca | 5:00,977 |       |

Bieg 4
| Pozycja | Tor | Zawodnik                 | Kraj                              | Czas     | Uwagi |
| ------- | --- | ------------------------ | --------------------------------- | -------- | ----- |
| 1.      | 4   | Serghei Tarnovschi       | Mołdawia                          | 4:02,794 | SF    |
| 2.      | 5   | Adrien Bart              | Francja                           | 4:03,771 | SF    |
| 3.      | 1   | Władisław Czebotar       | Rosyjski Komitet Olimpijski       | 4:28,951 |       |
| 4.      | 6   | Cayetano García          | Hiszpania                         | 4:34,418 |       |
| 5.      | 2   | Victor Mihalachi         | Rumunia                           | 4:39,865 |       |
| 6.      | 3   | Buly Da Conceição Triste | Wyspy Świętego Tomasza i Książęca | 4:57,659 |       |

Bieg 5
| Pozycja | Tor | Zawodnik               | Kraj      | Czas     | Uwagi |
| ------- | --- | ---------------------- | --------- | -------- | ----- |
| 1.      | 4   | Fernando Jorge         | Kuba      | 4:04,378 | SF    |
| 2.      | 5   | Conrad-Robin Scheibner | Niemcy    | 4:04,920 | SF    |
| 3.      | 2   | Connor Fitzpatrick     | Kanada    | 4:05,577 |       |
| 4.      | 1   | Jurij Wandiuk          | Ukraina   | 4:11,346 |       |
| 5.      | 6   | Pablo Martínez         | Hiszpania | 4:21,729 |       |
| 6.      | 3   | Ghailene Khattali      | Tunezja   | 4:39,791 |       |

## Ćwierćfinały
Dwaj pierwsi zawodnicy z każdego wyścigu awansowali do półfinałów, pozostali zostali wyeliminowani z dalszej rywalizacji.
Bieg 1
| Pozycja | Tor | Zawodnik                 | Kraj                              | Czas     | Uwagi |
| ------- | --- | ------------------------ | --------------------------------- | -------- | ----- |
| 1.      | 5   | Zheng Pengfei            | Chiny                             | 4:05,502 | SF    |
| 2.      | 4   | Pawło Ałtuchow           | Ukraina                           | 4:06,018 | SF    |
| 3.      | 3   | Mateusz Kamiński         | Polska                            | 4:08,172 |       |
| 4.      | 6   | Sergey Yemelyanov        | Kazachstan                        | 4:21,734 |       |
| 5.      | 7   | Dániel Fejes             | Węgry                             | 4:21,847 |       |
| 6.      | 2   | Roland Varga             | Kanada                            | 4:28,174 |       |
| 7.      | 1   | Buly Da Conceição Triste | Wyspy Świętego Tomasza i Książęca | 4:55,527 |       |
|         | 8   | Rudolph Berking-Williams | Samoa                             | DNS      |       |

Bieg 2
| Pozycja | Tor | Zawodnik                  | Kraj                              | Czas     | Uwagi |
| ------- | --- | ------------------------- | --------------------------------- | -------- | ----- |
| 1.      | 7   | Wiktor Głazunow           | Polska                            | 4:07,632 | SF    |
| 2.      | 4   | Connor Fitzpatrick        | Kanada                            | 4:09,622 | SF    |
| 3.      | 6   | Wiktor Miełantjew         | Rosyjski Komitet Olimpijski       | 4:11,095 |       |
| 4.      | 5   | Petr Fuksa                | Czechy                            | 4:14,476 |       |
| 5.      | 2   | Victor Mihalachi          | Rumunia                           | 4:15,007 |       |
| 6.      | 3   | Jacky Godmann             | Brazylia                          | 4:18,208 |       |
| 7.      | 1   | Ghailene Khattali         | Tunezja                           | 4:35,417 |       |
| 8.      | 8   | Roque Fernandes dos Ramos | Wyspy Świętego Tomasza i Książęca | 5:10,506 |       |

Bieg 3
| Pozycja | Tor | Zawodnik           | Kraj                        | Czas     | Uwagi |
| ------- | --- | ------------------ | --------------------------- | -------- | ----- |
| 1.      | 5   | Sebastian Brendel  | Niemcy                      | 4:07,036 | SF    |
| 2.      | 3   | Jurij Wandiuk      | Ukraina                     | 4:08,719 | SF    |
| 3.      | 2   | Pablo Martínez     | Hiszpania                   | 4:09,102 |       |
| 4.      | 4   | Władisław Czebotar | Rosyjski Komitet Olimpijski | 4:18,517 |       |
| 5.      | 6   | Cayetano García    | Hiszpania                   | 4:31,929 |       |
| 6.      | 1   | Takanori Tōme      | Japonia                     | 4:38,546 |       |
| 7.      | 7   | Joaquim Lobo       | Mozambik                    | 5:04,687 |       |

## Półfinały
Czterech najszybszych kajakarzy z każdego półfinału awansowało do finału A, pozostali do finału B..
Półfinał 1
| Pozycja | Tor | Zawodnik        | Kraj    | Czas      | Uwagi |
| ------- | --- | --------------- | ------- | --------- | ----- |
| 1.      | 2   | Adrien Bart     | Francja | 4:04,026  | FA    |
| 2.      | 6   | Liu Hao         | Chiny   | 4:04,196  | FA    |
| 3.      | 4   | Martin Fuksa    | Czechy  | 4:04,220  | FA    |
| 4.      | 3   | Fernando Jorge  | Kuba    | 4:04,725  | FA    |
| 5.      | 1   | Pawło Ałtuchow  | Ukraina | 4:05,857  | FB    |
| 6.      | 5   | Cătălin Chirilă | Rumunia | 4:009,397 | FB    |
| 7.      | 7   | Wiktor Głazunow | Polska  | 4:09,876  | FB    |
| 8.      | 8   | Jurij Wandiuk   | Ukraina | 4:20,098  | FB    |

Półfinał 2
| Pozycja | Tor | Zawodnik               | Kraj     | Czas     | Uwagi |
| ------- | --- | ---------------------- | -------- | -------- | ----- |
| 1.      | 4   | Isaquias Queiroz       | Brazylia | 4:05,579 | FA    |
| 2.      | 5   | Serghei Tarnovschi     | Mołdawia | 4:06,635 | FA    |
| 3.      | 2   | Conrad-Robin Scheibner | Niemcy   | 4:08,503 | FA    |
| 4.      | 7   | Zheng Pengfei          | Chiny    | 4:09,139 | FA    |
| 5.      | 6   | Balázs Adolf           | Węgry    | 4:09,177 | FB    |
| 6.      | 3   | José Ramón Pelier      | Kuba     | 4:09,696 | FB    |
| 7.      | 1   | Sebastian Brendel      | Niemcy   | 4:11,413 | FB    |
| 8.      | 8   | Connor Fitzpatrick     | Kanada   | 4:12,609 | FB    |

## Finały

### Finał B
| Pozycja | Tor | Zawodnik           | Kraj    | Czas     | Uwagi |
| ------- | --- | ------------------ | ------- | -------- | ----- |
| 9.      | 6   | José Ramón Pelier  | Kuba    | 4:02,915 |       |
| 10.     | 2   | Sebastian Brendel  | Niemcy  | 4:03,723 |       |
| 11.     | 3   | Cătălin Chirilă    | Rumunia | 4:03,973 |       |
| 12.     | 5   | Pawło Ałtuchow     | Ukraina | 4:04,098 |       |
| 13.     | 7   | Wiktor Głazunow    | Polska  | 4:04,463 |       |
| 14.     | 8   | Connor Fitzpatrick | Kanada  | 4:06,043 |       |
| 15.     | 4   | Balázs Adolf       | Węgry   | 4:07,613 |       |
| 16.     | 1   | Jurij Wandiuk      | Ukraina | 4:10,910 |       |

### Finał A
| Pozycja | Tor | Zawodnik               | Kraj     | Czas     | Uwagi |
| ------- | --- | ---------------------- | -------- | -------- | ----- |
| złoto   | 4   | Isaquias Queiroz       | Brazylia | 4:04,408 |       |
| srebro  | 3   | Liu Hao                | Chiny    | 4:05,724 |       |
| brąz    | 6   | Serghei Tarnovschi     | Mołdawia | 4:06,069 |       |
| 4.      | 5   | Adrien Bart            | Francja  | 4:06,171 |       |
| 5.      | 7   | Martin Fuksa           | Czechy   | 4:08,755 |       |
| 6.      | 2   | Conrad-Robin Scheibner | Niemcy   | 4:13,725 |       |
| 7.      | 1   | Fernando Jorge         | Kuba     | 4:13,918 |       |
| 8.      | 8   | Zheng Pengfei          | Chiny    | 4:14,048 |       |